# Deutsch Goritz
Deutsch Goritz är en ort och  kommun i distriktet Südoststeiermark i förbundslandet Steiermark i Österrike. 
Kommunen består av tio orter (Ortschaften) (inom parentes invånarantal 1 januari 2024):

- Deutsch Goritz (359)
- Haselbach (74)
- Hofstätten bei Deutsch Goritz (102)
- Krobathen (88)
- Oberspitz (92)
- Ratschendorf (618)
- Salsach (79)
- Schrötten bei Deutsch Goritz (66)
- Unterspitz (49)
- Weixelbaum (240)

Kommunen fick sin nuvarande form den 1 januari 2015 genom en sammanslagning av kommunerna Deutsch Goritz och Ratschendorf.